# مقاريض (حبيش)

تعديل مصدري - تعديل

مقاريض محلة تابعة لقرية شعب عريم، التابعة لعزلة الناحية بمديرية حبيش إحدى مديريات محافظة إب في الجمهورية اليمنية، بلغ تعداد سكانها 32 حسب تعداد اليمن لعام 2004.